# جان-جاك ماورر
جان-جاك مورر هو لاعب كرة قدم سويسري في مركز الوسط، ولد في 25 فبراير 1931، وتوفي في 19 نوفمبر 1990. لعب مع نادي لوزان.

## وصلات خارجية
- جان-جاك مورر على موقع قاعدة بيانات كرة القدم.إي يو (الإنجليزية)
- جان-جاك مورر على موقع ناشيونال فوتبول تيمز (الإنجليزية)
- جان-جاك مورر على موقع عالم كرة القدم.نت (الإنجليزية)